# كامبو كالابرو
كامبو كالابرو هي بلدة تقع في مقاطعة ريدجو كالابريا في إيطاليا.